# Phanerotomella sedlaceki
Phanerotomella sedlaceki är en stekelart som beskrevs av Herbert Zettel 1989. Phanerotomella sedlaceki ingår i släktet Phanerotomella och familjen bracksteklar. Inga underarter finns listade i Catalogue of Life.